# Konzil von Konstanz
Das Konzil von Konstanz (lat. Concilium Constantiense) oder Konzil zu Konstanz (5. November 1414 bis 22. April 1418) war eine Versammlung der Kirchenführung in Konstanz, die auf Betreiben des römisch-deutschen Königs Sigismund von dem Gegenpapst Johannes XXIII. einberufen wurde. Gastgeber war der Fürstbischof Otto III. von Hachberg.
Die Versammlung sollte das seit 1378 andauernde Große Abendländische Schisma beenden und damit die Einheit der Kirche wiederherstellen (causa unionis). Ein weiterer Verhandlungspunkt, die causa reformationis (Kirchenreform), bezog sich auf notwendige Reformen innerkirchlicher Zustände. Schließlich sollten in der causa fidei (Glaubensfrage) Fragen der kirchlichen Verkündigung und Sakramentslehre geklärt und damit die Ketzerei (Häresie) wirksam bekämpft werden.

## Vorgeschichte
Unzufrieden mit der Amtsführung des römischen Papstes Urban VI., wählten die Kardinäle 1378 ihren Kollegen Robert von Genf in Fondi – in der Nähe von Rom – als Clemens VII. zum Gegenpapst. Sie lösten damit das Abendländische Schisma aus, die Spaltung innerhalb der lateinischen Kirche. Dies bedeutete nicht nur die religiöse Spaltung der katholischen Christenheit. Es zog auch eine politische Polarisierung der beiden Lager nach sich, die sich häufig in kriegerischen Auseinandersetzungen entlud. Auch der Tod eines Papstes in den folgenden Jahren führte zu keiner Wiedervereinigung, da die den jeweiligen Päpsten anhängenden Kardinäle einen Nachfolger aus den eigenen Reihen wählten. 1409 erklärten die von „beiden“ Päpsten abgefallenen Kardinäle beim Konzil von Pisa die zwei konkurrierenden Vertreter Christi für abgesetzt und wählten einen weiteren Papst, Alexander V. Die Kirchenspaltung beseitigten sie damit allerdings nicht. Stattdessen war aus der „verruchten Zweiheit“ eine „verfluchte Dreiheit“ geworden (trinitas non benedicta, sed maledicta).
|  |

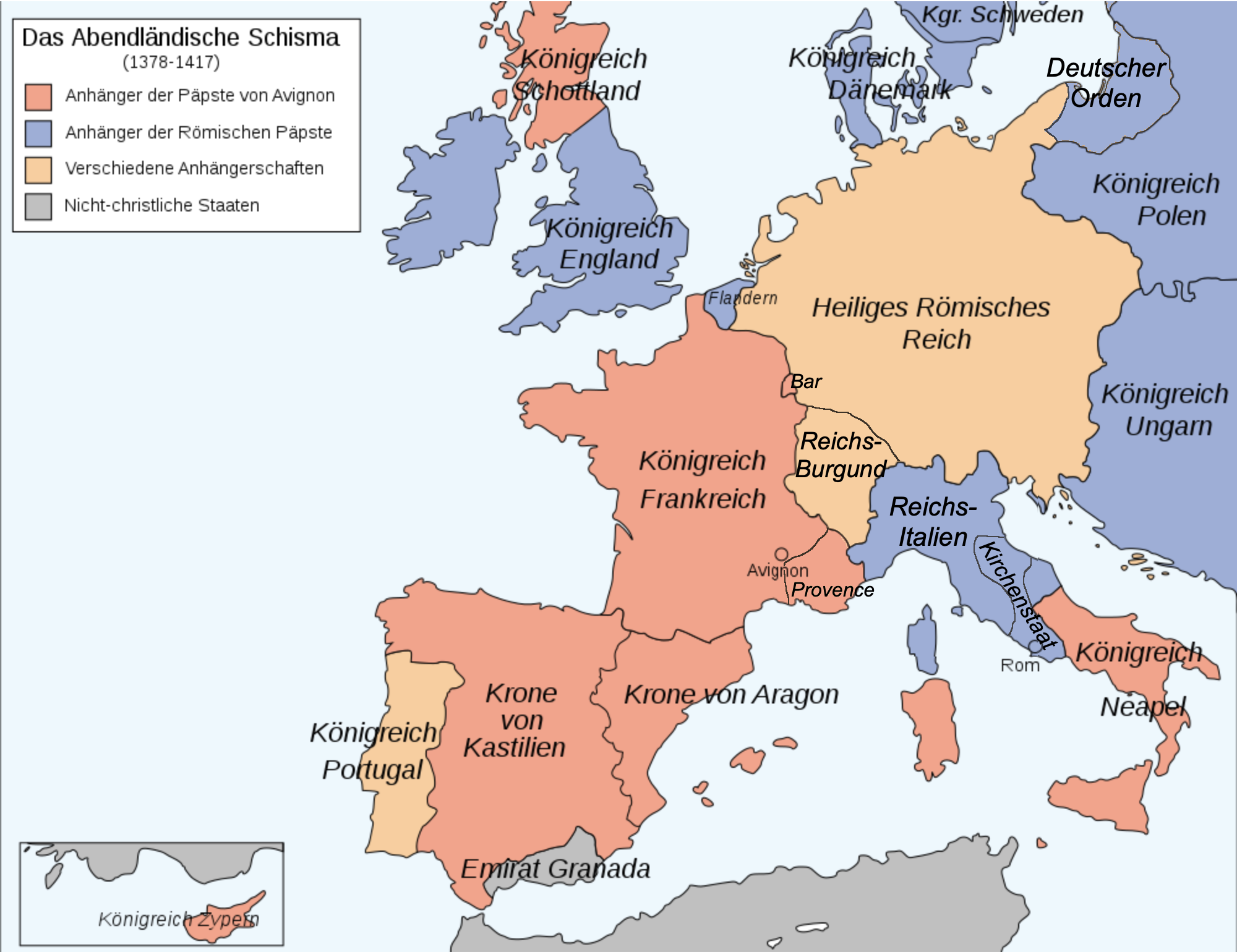
Parteienverteilung des abendländischen Schismas 1378–1417
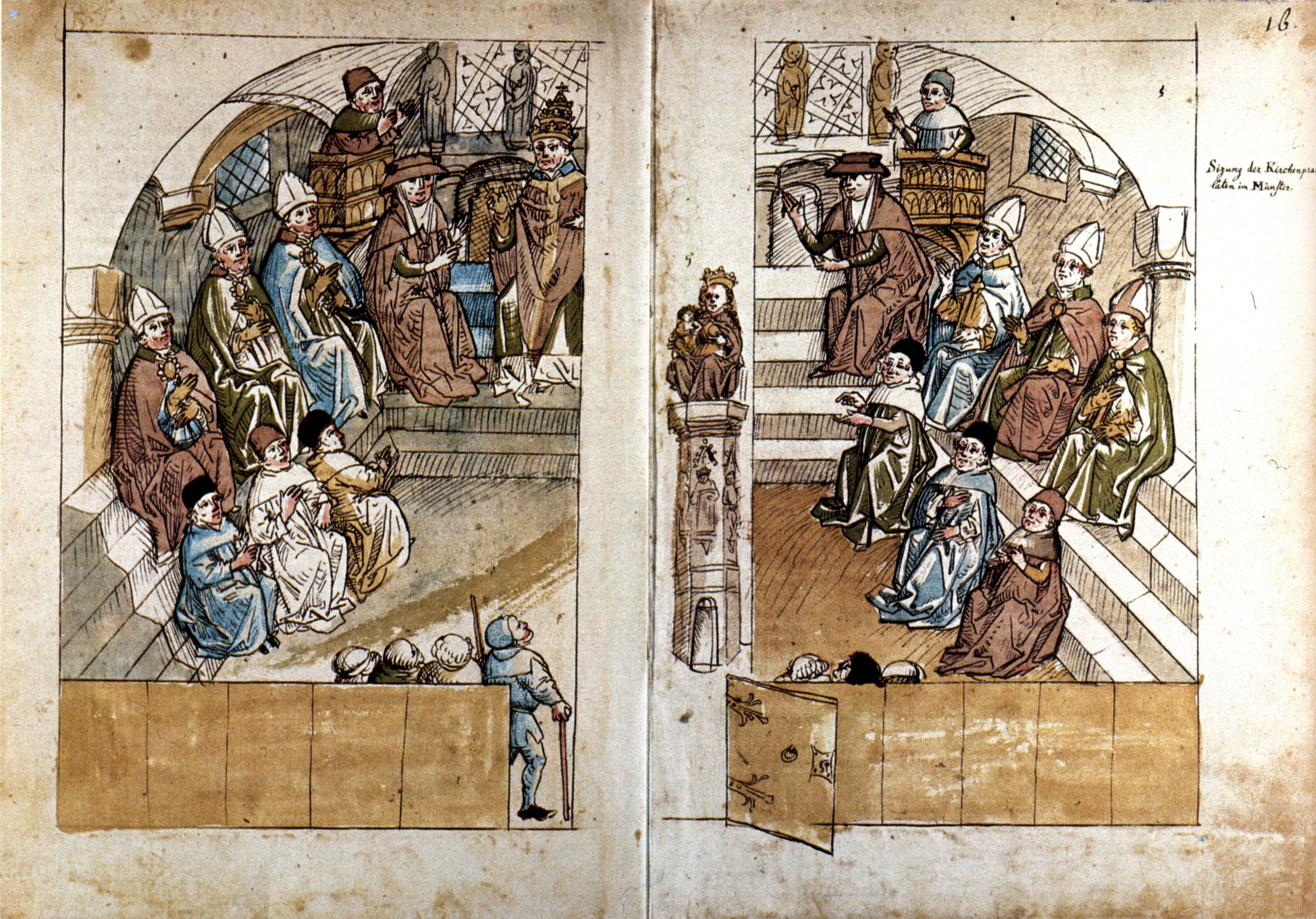
Konzilssitzung im Konstanzer Münster (Kolorierte Federzeichnung aus der Konstanzer Konzilschronik des Ulrich von Richental, ca. 1460–1465)

Bei Amtsantritt König Sigismunds stritten sich die drei Päpste Gregor XII. (Rom), Benedikt (XIII.) (Avignon) und Johannes (XXIII.) (Pisa) um die Herrschaft in der Kirche. Da die drei jeweils von verschiedenen Herrschern in Europa in ihrem Anspruch unterstützt wurden, bedrohten diese Wirren das Reich von innen und von außen. Der römisch-deutsche König Sigismund wurde als advocatus et defensor ecclesiae (Vogt und Beschützer der Kirche) zur treibenden Kraft für ein Kirchenkonzil, welches das Abendländische Schisma beenden sollte. Als Tagungsort schlug der Pisaner Papst Johannes (XXIII.), der sich Hoffnungen machte, am Ende als einziger Papst aus diesem Konzil hervorzugehen, sein Refugium Bologna vor. In langwierigen Verhandlungen und unter dem Druck Sigismunds einigten sich die Parteien schließlich auf das neutrale Konstanz.

## Konzil 1414–1418

### Eröffnung
Johannes (XXIII.) kam als einziger Papst selbst nach Konstanz und eröffnete das Konzil am 5. November 1414, wobei zunächst nur diejenigen Bischöfe anwesend waren, die auf seiner Seite standen.

### Verlauf

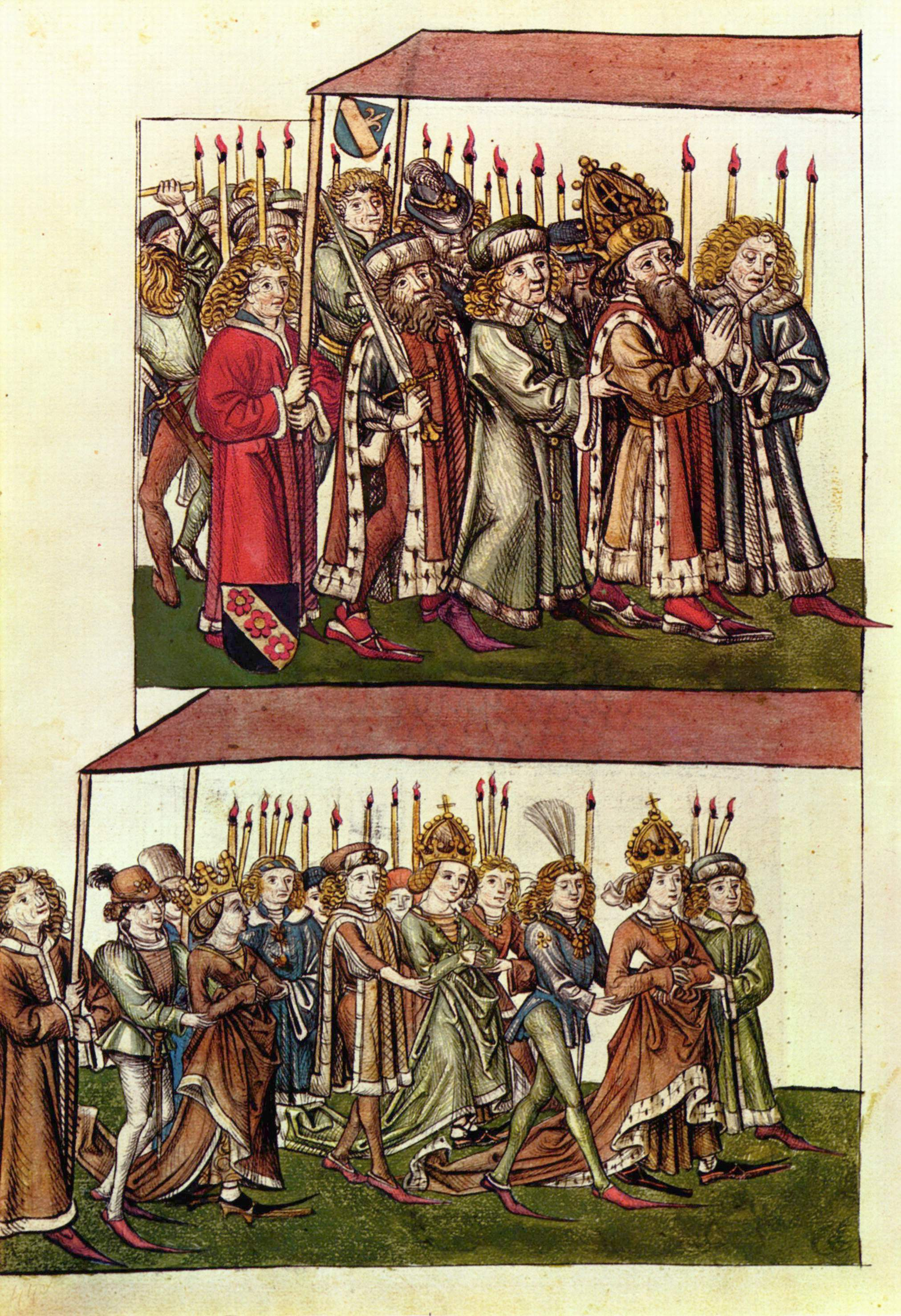
König Sigismund und Königin Barbara auf dem Zug ins Münster (ebenfalls aus der Richental-Chronik)

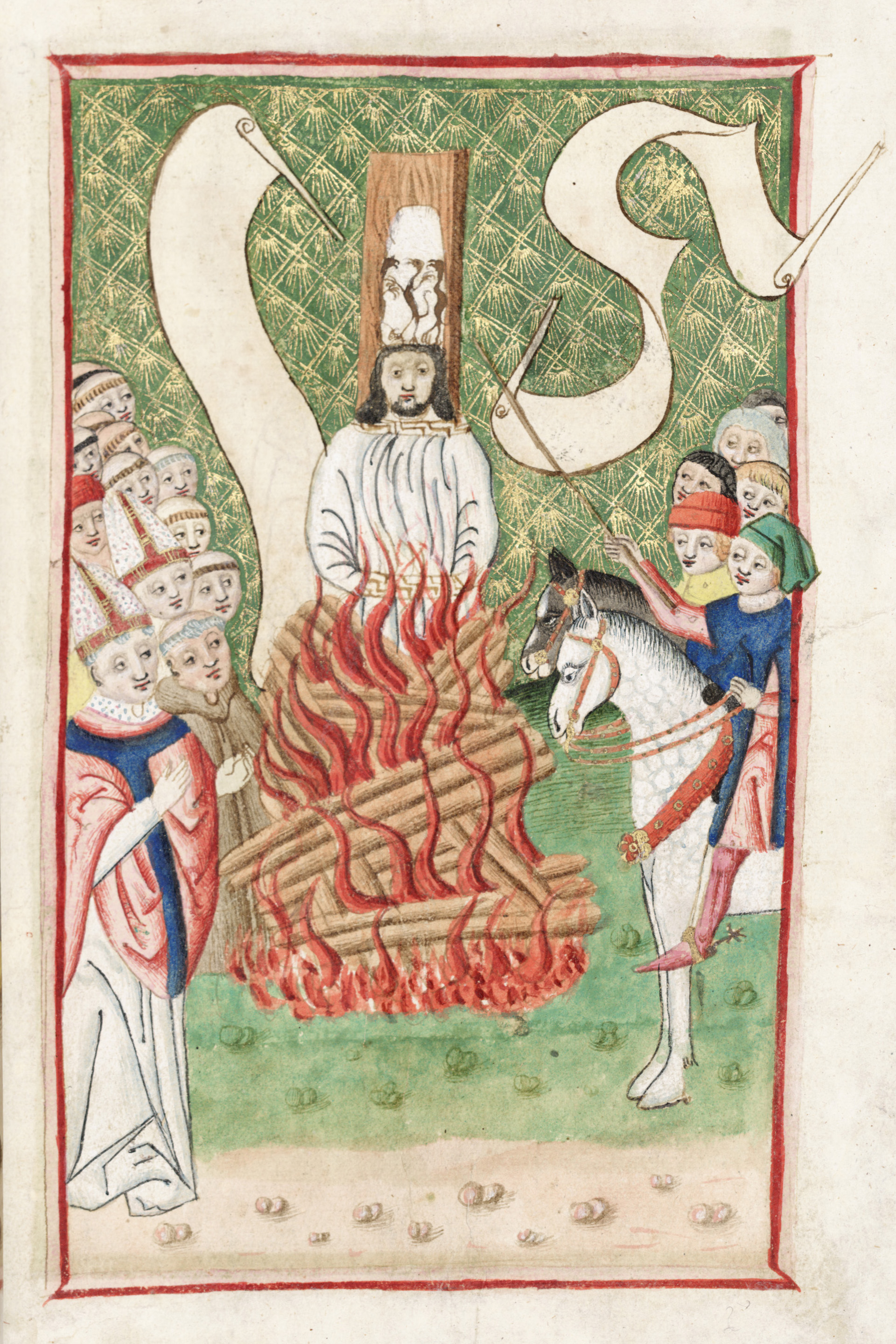
Obwohl König Sigismund ihm freies Geleit zugesagt hatte, wurde Jan Hus 1414 verhaftet und 1415 auf einem Scheiterhaufen verbrannt (Darstellung mit Ketzerhut, Jenaer Kodex, ca. 1500)

Ende 1414 kam König Sigismund zum Konzil und drückte nach Rücksprache mit einigen einflussreichen Theologen der Versammlung eine Geschäftsordnung auf, die festlegte, dass nach „Nationen“ (nationes) und nicht, wie bisher üblich, nach Köpfen abgestimmt werde, um ein Übergewicht der Stimmen durch die italienischen Bischöfe zu verhindern. Insgesamt gab es in Konstanz fünf nationes: Italica, Gallicana, Germanica – unter Einschluss der Skandinavier, Polen, Litauer, Kroaten, Ungarn und Böhmen – Anglica und Hispanica.
Mitte Februar 1415 unterschrieb Johannes (XXIII.) auf Druck des Konzils eine Erklärung, dass er zurücktreten werde, falls Gregor XII. (römische Obödienz) und Benedikt (XIII.) (avignonesische Obödienz) es ihm gleich täten. Außerdem musste er schwören, die Stadt Konstanz nicht zu verlassen. Um seine Macht zu erhalten, floh er entgegen der Abmachung jedoch in der Nacht vom 20. auf den 21. März mit Unterstützung des Habsburger Herzogs Friedrich IV. von Österreich als Stallknecht verkleidet nach Schaffhausen und dann weiter nach Freiburg im Breisgau. König Sigismund war über die Flucht des Papstes empört. Als römisch-deutscher König verhängte er über Herzog Friedrich die Reichsacht und stellte die vorderösterreichischen Gebiete unter unmittelbare Reichshoheit. So wurde Freiburg im Breisgau im Jahr 1415 freie Reichsstadt und blieb es bis 1425.
Ohne einen Papst war das Konzil nicht beschlussfähig. Daher verabschiedete die Kirchenversammlung am 6. April 1415 das Dekret Haec sancta, das von Guillaume Fillastre, einem von Johannes ernannten Kardinal, verfasst worden war: Danach habe die Konstanzer Kirchenversammlung ihre Vollmacht unmittelbar von Christus; ihr sei jedermann welchen Standes oder welcher Würde auch immer, auch wenn es die päpstliche sein sollte, gehalten zu gehorchen.
In Freiburg begann Papst Johannes (XXIII.) eine subversive Tätigkeit, um seine Absetzung durch das Konzil zu unterlaufen. Dazu suchte er auch politische Unterstützung im Ausland bei den Herzögen von Burgund und Orléans. Als Johannes am 29. April 1415 bei Breisach den Rhein überschreiten wollte, verhaftete ihn Sigismunds Reichsvikar Ludwig von der Pfalz. Sigismund befahl, Johannes bis zur Wahl eines neuen Papstes in Haft zu halten. Am 29. Mai beschloss das Konzil kraft des Dekrets Haec sancta seine Absetzung.
Der in Rom residierende Papst Gregor XII. hatte das Konzil nicht anerkannt, aber vor seiner Wahl zum Papst einen Eid geschworen, nötigenfalls zurückzutreten, wenn dies zur Beendigung des Schismas dienlich sei. Nach der Absetzung seines Konkurrenten Johannes’ schickte er einen Boten an König Sigismund und erklärte sich bereit zurückzutreten, wenn romtreue Kardinäle ein neues Konzil einberufen würden. Daraufhin eröffnete Gregors Bevollmächtigter, Kardinal Johann Dominici von Ragusa, Anfang Juli 1415 formal ein neues Konzil, womit der Autorität des Bischofs von Rom (Papst Gregor XII.) Genüge getan war. Am 4. Juli erklärte Gregor seinen Rücktritt, den das Konzil bestätigte. Die Entscheidung des Konzils erkannte Gregor allerdings nicht an, war er doch wie versprochen „freiwillig“ zurückgetreten.
Der avignonesische Papst Benedikt (XIII.) weigerte sich dagegen abzudanken und floh von Avignon an die spanische Levante nach Peñíscola, wo er bis zu seinem Tod 1423 residierte. Inzwischen verhandelte Sigismund mit dem König von Aragonien. Schließlich kamen auch einige von Benedikts Bischöfen zum Konzil. Dieses setzte am 26. Juli 1417 Benedikt (XIII.) ab und konnte nun zur Wahl eines neuen Papstes schreiten.
Die Vorbereitungen der Wahl eines neuen, gemeinsamen Papstes erwiesen sich als schwierig, denn die am Konzil anwesenden abstimmungsberechtigten Kardinäle stammten alle aus Frankreich, Spanien und vor allem aus Italien. Deshalb griffen die Konzilsväter zur Papstwahl auf das bewährte Prinzip der nationes zurück. Die fünf Nationen schickten jeweils sechs Delegierte, die zusammen mit den 23 Kardinälen am 8. November 1417 im hermetisch abgeschirmten Kaufhaus am See ins Konklave gingen. Bereits im zweiten Wahlgang am 11. November 1417 erreichte Kardinal Colonna die Mehrheit der Stimmen der nationes und acht der Kardinalsstimmen. Nun begannen die Teilnehmer des Konklaves mit dem als Akzess bezeichneten Wahlmodus, dem Hinzutreten der anderweitig abgegebenen Stimmen auf den in Führung liegenden Kandidaten. Bereits am 11. November kurz vor Mittag war die Wahl Odo Colonnas beendet. Eine Stunde später zogen Martin V. und seine Wähler in feierlicher Prozession zum Münster. Der am Martinstag gewählte Odo Colonna hatte sich entsprechend Martin genannt und wurde am 21. November zum Papst gekrönt.
Die Kirche hatte immer gelehrt, dass Unwürdigkeit eines Amtsträgers dessen Handlungen nicht entwerte. So blieb die Absetzung der Päpste kraft des Dekrets Haec sancta umstritten. Zudem waren die kirchlichen Würdenträger, welche die Absetzungen verfügten, allesamt von einem der drei abgesetzten Päpste ernannt worden. Der Grundsatzentscheid des Konzils zur Frage der Vorherrschaft eines allgemeinen Konzils über den Papst (Superioritätsfrage) wurde auch später von keinem Papst gutgeheißen, außerhalb Roms jedoch von Bischöfen und Theologen in Europa noch bis ins 16. Jahrhundert verteidigt (Konziliarismus).
Unter den anderen Themen des Konzils verurteilte das Konzil die Lehren von John Wyclif, Jan Hus und Hieronymus von Prag. Jan Hus wurde am 28. November 1414, also noch in Abwesenheit von König Sigismund, als Ketzer festgenommen und am 6. Juli 1415 verbrannt. Hieronymus von Prag, der ihm zu Hilfe eilen wollte, wurde ebenfalls verhaftet und am 30. Mai 1416 verbrannt. John Wyclif (1330 bis 1384) war zur Zeit des Konzils bereits seit drei Jahrzehnten tot. Seine Gebeine wurden nach einigen Jahren ausgegraben und ebenfalls verbrannt.
Am 9. Oktober 1417 verabschiedete das Konzil das Dekret Frequens, in dem festgelegt wurde, dass von nun an in regelmäßigen Abständen mindestens alle zehn Jahre weitere Konzilien stattfinden sollten, um die Kirchenreform zu vollenden.

### Schauplätze
Die großen Konzilssitzungen fanden im Konstanzer Münster statt. Das Konklave, das 1417 zur Wahl von Papst Martin V. führte, wurde im Konzilgebäude abgehalten, die Papstkrönung erfolgte auf einer Tribüne vor dem Konstanzer Münster.
Der Hussenstein im Alten Graben erinnert an jenen Ort, an dem 1415 Jan Hus und 1416 Hieronymus von Prag auf dem Scheiterhaufen starben. Ihr Weg zur Hinrichtung führte vom Münster zunächst über die Plattengasse (heute Wessenbergstraße), dann den Obermarkt und das Paradieser Stadttor ein kurzes Stück in Richtung Gottlieben zum Brühl, wo sie im Bereich zwischen Stadtmauer und Graben als Ketzer verbrannt wurden.

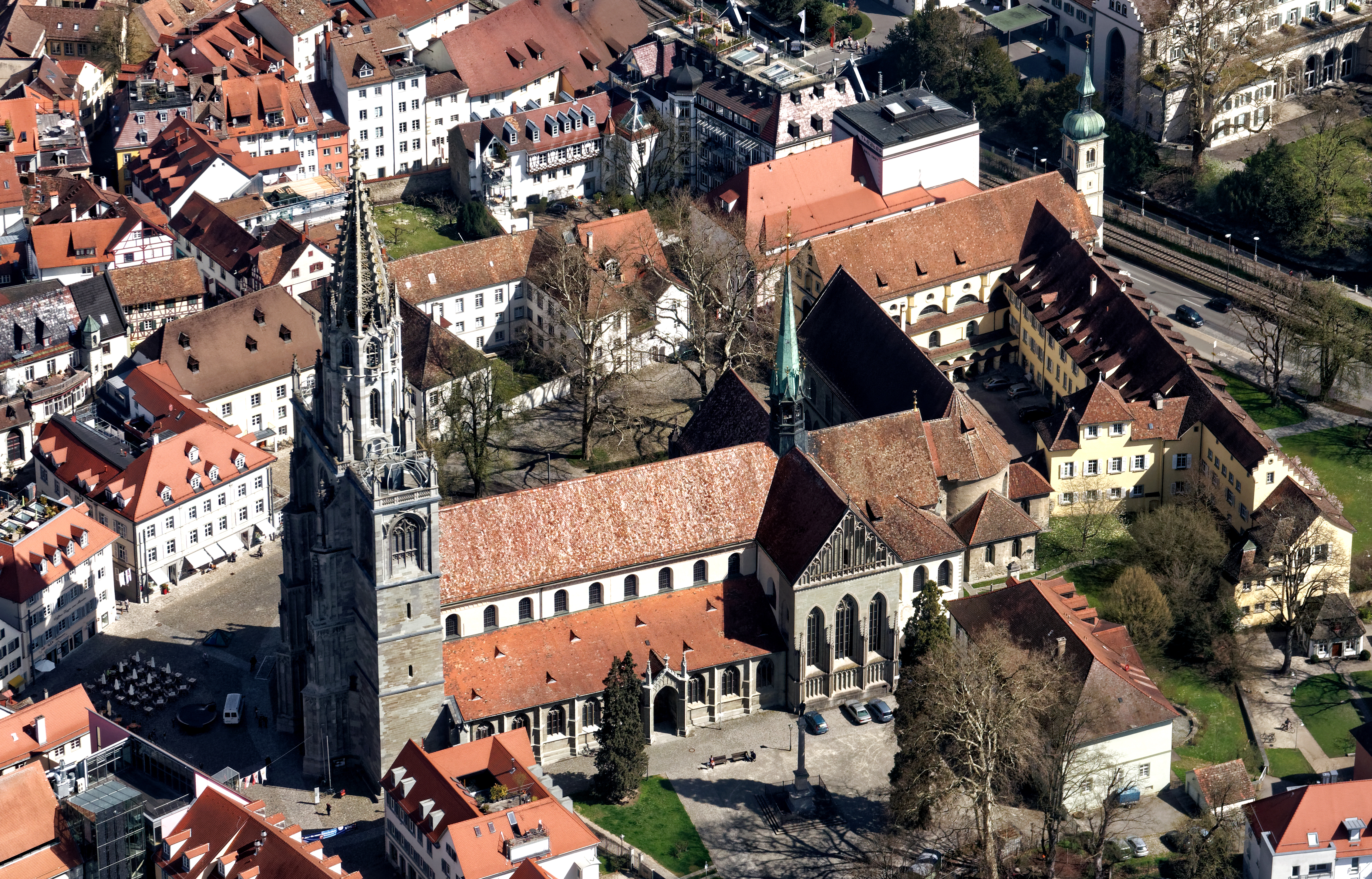
Konstanzer Münster
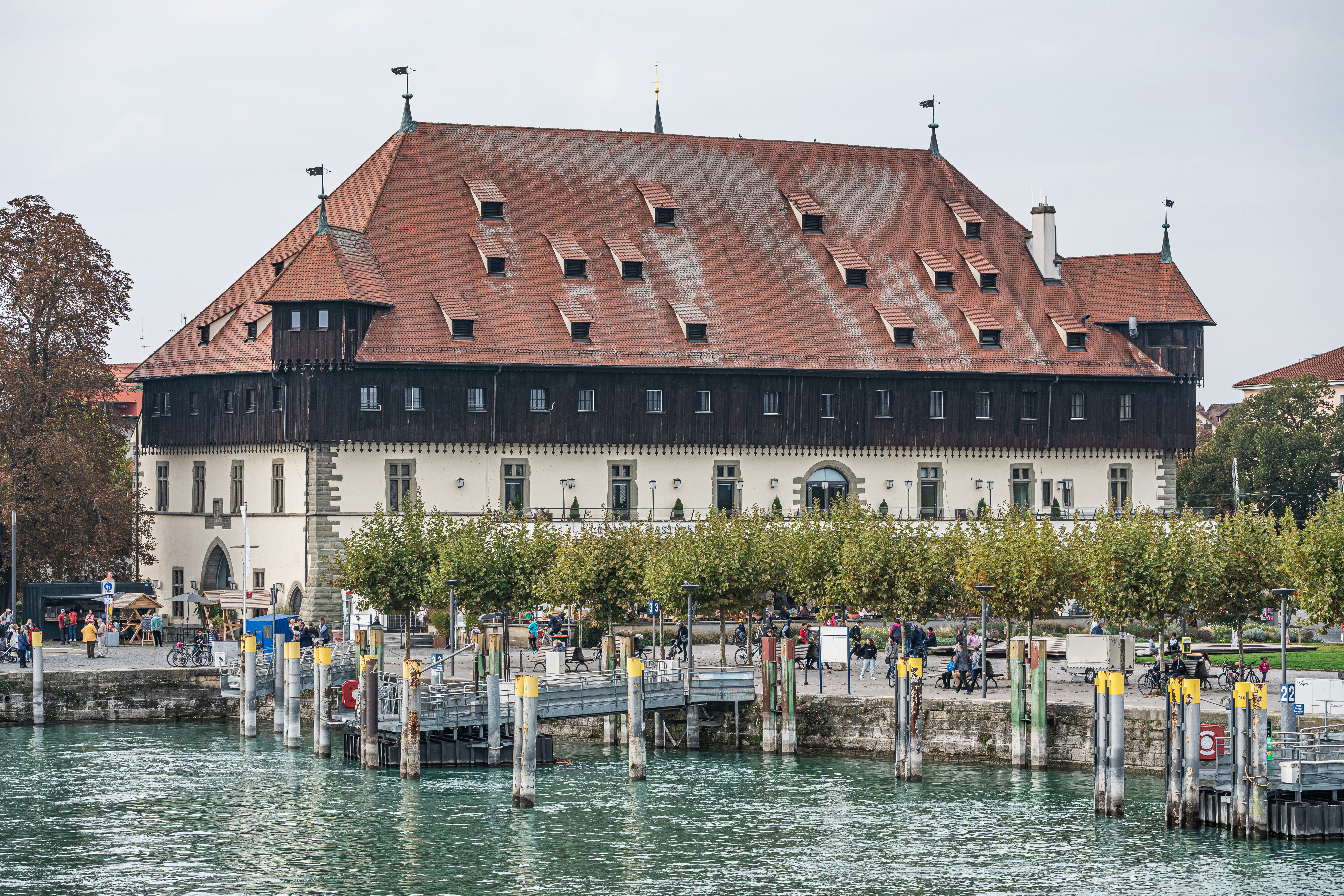
Konzilgebäude
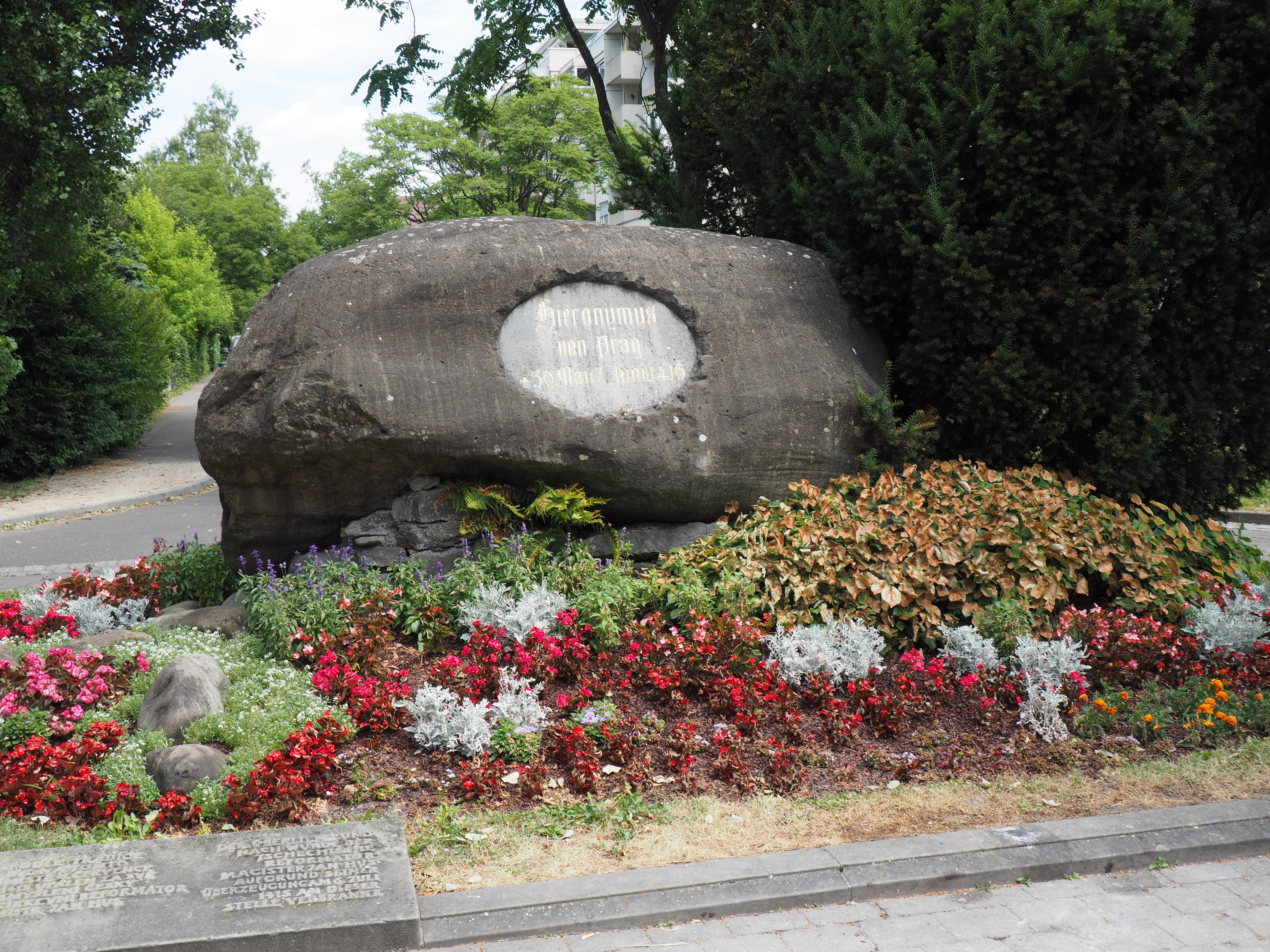
Hussenstein

### Abschluss
Am 22. April 1418 beendete Papst Martin das Konzil von Konstanz mit der 45. Session (Tagungssitzung). Er erteilte auf dem oberen Münsterhof den Segen, assistiert von König Sigismund mit Krone und Reichsapfel. Der Papst reiste am 16. Mai 1418 ab. Sein Weg führte über Genf nach Rom. König Sigismund reiste am 21. Mai 1418 ab. Als Ausgleich für seine und seiner Gefolgschaft Schulden hinterließ er golddurchwirkte Tücher.

## Ergebnisse und Folgen
Von den drei oben erwähnten causae löste das Konzil mit der Absetzung dreier Päpste und der Ernennung von Martin V. zum alleinigen Papst nur die causa unionis. Es war die einzige Papstwahl auf deutschem Boden. Allerdings blieb das Schisma mit den Anhängern des in Spanien residierenden Gegenpapstes Benedikt (XIII.) („Papa Luna“) zunächst bestehen und konnte auch auf dem Nachfolgekonzil von Pavia-Siena (1423) nicht gelöst werden, da sich Alfons V. von Aragon auf die Seite des spanischen Gegenpapstes stellte und die Wahl eines Nachfolgers für den im Mai 1423 verstorbenen Benedikt befürwortete, statt sich Martin anzuschließen. Erst 1429 einigte sich Martin V. mit dem Gegenpapst Clemens (VIII.) und beendete damit das westliche Schisma endgültig.
Das Konstanzer Dekret Haec Sancta sollte eigentlich ein kollegiales Verhältnis zwischen Papst und Konzil herstellen und damit ein Klima für Reformen schaffen, doch der Widerstand gegen den Konziliarismus blieb vor allem im Lager der bisher der römischen Obödienz anhängenden Kurialen stark. Auch der neue Papst Martin V. agierte in den folgenden Jahren geschickt, um sein Amt und dessen Machtfülle gegenüber konziliaristischen Bestrebungen zu bewahren, und der Konflikt über die Frage, ob das Konzil Vorrang gegenüber dem Papst besitze, blieb auch in Siena (1423) noch ungelöst. Er eskalierte wenige Jahre darauf beim Konzil von Basel und führte zur Spaltung von Papst und Konzil. Die causa reformationis der römischen Kirche, über die in Konstanz nur ansatzweise diskutiert worden war, blieb aufgrund dieser Streitigkeiten weiter im Hintergrund. Martin Luther mahnte die nach seiner Auffassung in Konstanz versäumten echten Reformen der Kirche an Haupt und Gliedern einhundert Jahre später dramatisch an.
Die causa fidei wurde durch den Bruch der Zusage des freien Geleits und die Verbrennung der böhmischen Rebellen Jan Hus und Hieronymus von Prag sogar verschärft, da der religiöse Disput nun eine national-tschechische Wendung erhielt. In Böhmen löste das Konstanzer Urteil über den populären Prager Prediger und Kirchenreformer und dessen Lehren Volksaufstände aus, die zu den Hussitenkriegen führten. Auch nach der Niederschlagung der Anhänger von Hus und anderer Gruppierungen, die sich auf Hus beriefen, blieb der Gegensatz zwischen Katholiken und Hussiten in Böhmen bestehen. Im Laufe des 16. Jahrhunderts näherten sich große Teile der Hussiten den Protestanten an, deren Lehren auch selbst von hussitischen Ideen beeinflusst waren. Bedeutend wurden hierfür die sogenannten Böhmischen Brüder, die noch 1618 beim böhmischen Ständeaufstand eine Rolle spielten, der den Dreißigjährigen Krieg auslöste.
Außerdem wurde in dem Konstanzer Dekret Quilibet tyrannus die uneingeschränkte und bedingungslose Legitimität eines Tyrannenmordes verneint. Ausgangspunkt waren die Bemühungen Jean Gersons, die Thesen Jean Petits zu verurteilen, in denen dieser den Mord an Herzog Ludwig von Orléans durch den Herzog von Burgund Johann Ohnefurcht am 23. November 1407 rechtfertigte. Die Streitigkeiten führten zum Bürgerkrieg der Armagnacs und Bourguignons, der im Zusammenhang mit dem Hundertjährigen Krieg zwischen England und Frankreich steht.
Ein weiterer Konflikt, der das Konzil beschäftigte, war der zwischen dem Deutschen Orden und der Polnisch-Litauischen Union. Während der Deutsche Orden unter dem Vorwand, die Litauer hätten nur zum Schein das Christentum angenommen, weiter Raubzüge unternahm, forderten die Litauer in der Proposicio Samaytarum ihre Rechte als christliches Volk ein. Eine Delegation des Konzils reiste nach Samogitien und gründete dort am 24. Oktober 1417 das Bistum Varniai.

## Konstanz als Konzilsstadt

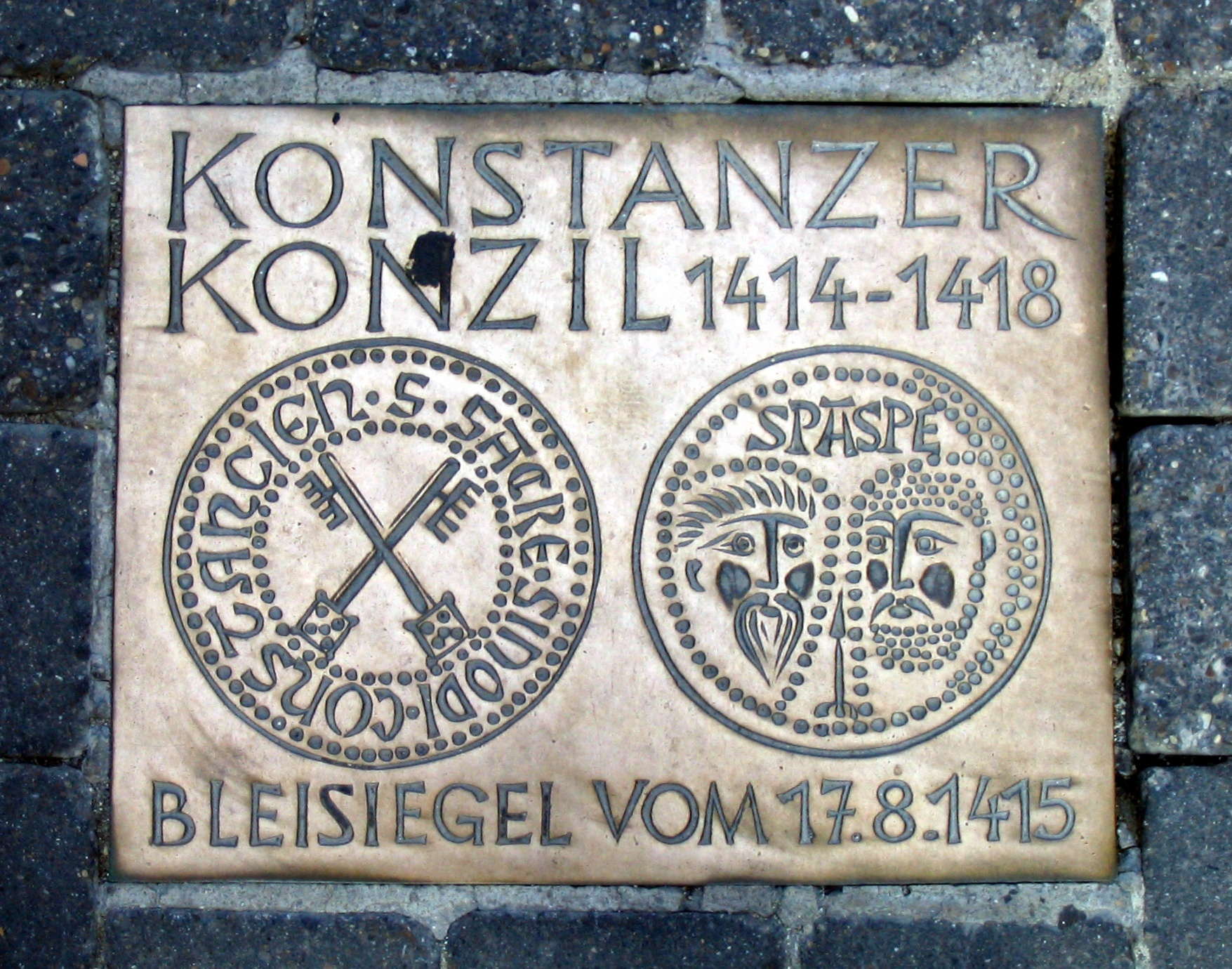
Plakette zum Gedenken an das Konstanzer Konzil

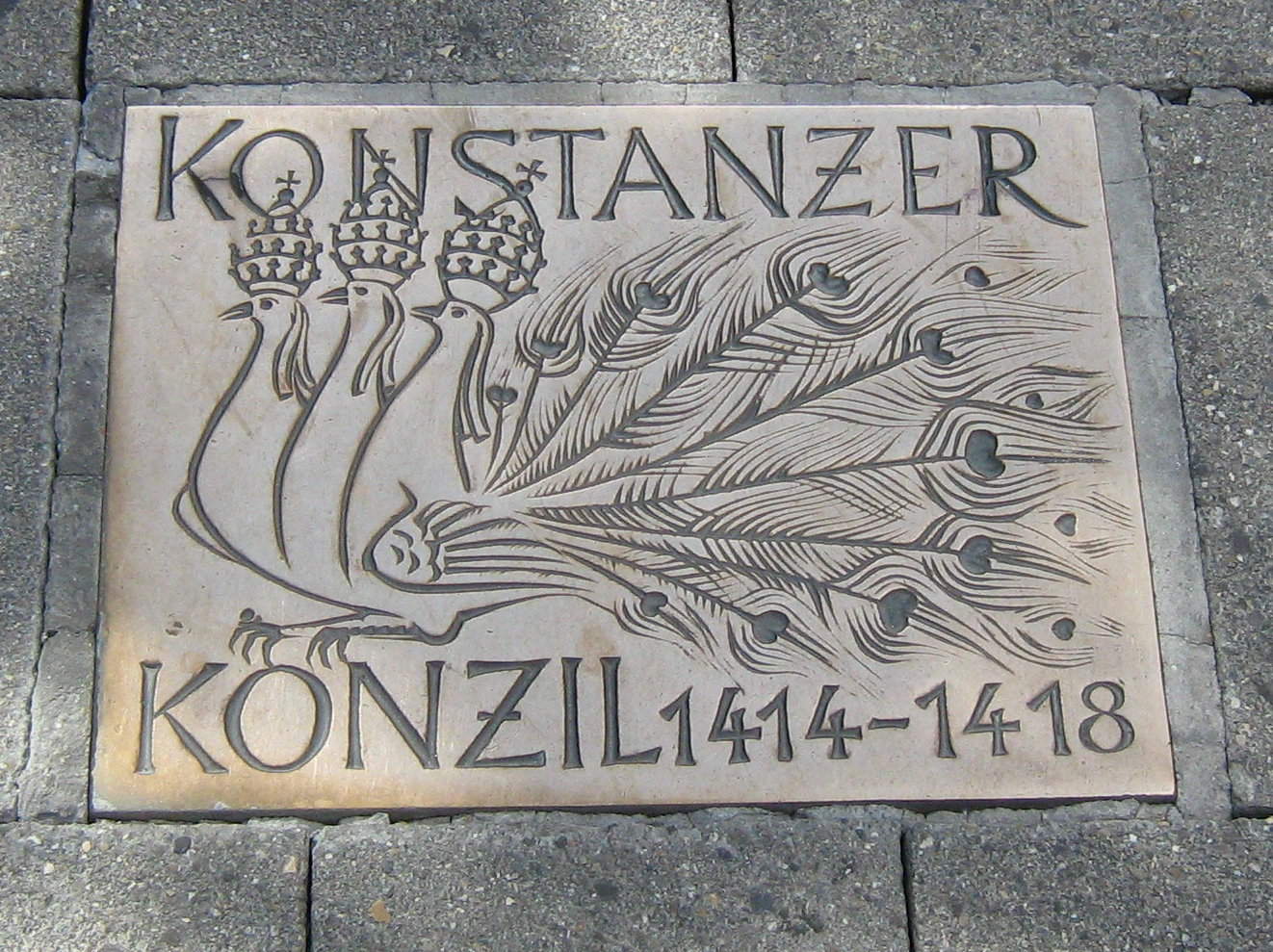
Erinnerungstafel in der Fußgängerzone von Konstanz

### Konzilsstadt im 15. Jahrhundert
Bei der Frage nach dem Tagungsort des Konzils waren mehrere Orte in der Diskussion. Neben Straßburg, Basel oder auch Kempten (Allgäu) stand zuletzt Konstanz zur Wahl. Konstanz hatte wegen seiner Nähe zu Wasserstraßen eine gute Infrastruktur, konnte somit ausgezeichnet mit Lebensmitteln und Waren des täglichen Bedarfs versorgt werden. Zudem war Konstanz nicht nur wie die anderen Städte Reichsstadt, sondern auch Sitz des (damaligen) Bistums.
Während des Konzils stand Konstanz für vier Jahre im Mittelpunkt des kirchenpolitischen Interesses in Europa. König, Papst und Kirchenfürsten hielten sich mit ihrem jeweiligen Gefolge in Konstanz und den umliegenden Orten auf. Man zählte 33 Kardinäle, 346 Patriarchen, Erzbischöfe und Bischöfe, 2148 weltliche Doktoren sowie 546 Vorsteher und Glieder der Mönchsorden, alle mit Pferden und ihren zahlreichen Begleitern, so dass die Stadt aus allen Nähten platzte. Die geschätzten 50.000 bis 70.000 Konzilbesucher – der Geschichtsschreiber Ulrich von Richental sprach sogar von 72.460 Besuchern – verschafften der Stadt nicht nur einen beträchtlichen wirtschaftlichen und kulturellen Aufschwung, sondern brachten sie in diesen vier Jahren bei etwa 6000 Einwohnern auch an die Grenze ihrer Belastbarkeit.
Für die Lebensmittelversorgung gab es „fremde Bäcker“ und mobile Öfen. Zur Befriedigung der Besucher kamen „offene Frauen in den Frauenhäusern und sonst Frauen, die Häuser gemiethet hatten, und in den Ställen lagen oder sonst wo Platz fanden, seien gegen 700 da gewesen, ohne die heimlichen“.
Von der Resonanz unter der Bürgerschaft zeugt unter anderem die Konzilschronik Richentals, der Teilnehmer des Konzils in seinem Haus in der Nähe des Münsters beherbergte. Richental führte Schreib- und Notariatsgeschäfte im Zusammenhang mit dem Konzilsgeschehen aus, sammelte Abschriften zahlreicher Dokumente (im Einzelfall auch unter Zuhilfenahme eines Bestechungsgeldes) und stellte diese mit Berichten der Ereignisse, Teilnehmer- und Wappenlisten sowie einem umfangreichen Zyklus von Illustrationen zu einer der noch heute bedeutendsten Quellen der Geschichte des Konzils zusammen.
Für die Bibliothek des Klosters auf der Insel Reichenau hatte das Konzil nachteilige Folgen. Viele Gelehrte, die das Konzil besuchten, nutzten die Gelegenheit, Bücher aus der Bibliothek zu entleihen und „vergaßen“ sie zurückzugeben. Das Kloster konnte sich nicht wehren, da es neben dem Abt nur noch zwei Novizen umfasste.

### Erinnerung und Jubiläum
An das Konzil erinnert in Konstanz heute eine kleine Plakette auf der südlichen Marktstätte. 1993 wurde zudem im Hafen die Imperia aufgestellt, die Figur einer üppigen Kurtisane, die an die weltlichen Bedürfnisse der Konzilsbesucher erinnert.
Von 2014 bis 22. Juli 2018 feierte die Stadt Konstanz das 600-jährige Jubiläum des Konzils. Im Rahmen des Konziljubiläums fand vom 27. April bis 21. September 2014 im Konzilgebäude eine Große Landesausstellung statt, die vom Badischen Landesmuseum Karlsruhe zusammengestellt wurde. Am 11. November 2017 wurde des 600-jährigen Jubiläums des Konzils mit einem Festakt im Konzilgebäude Konstanz gedacht; mit einem ökumenischen Festgottesdienst im Konstanzer Münster mit dem von Papst Franziskus ernannten Päpstlichen Sondergesandten Kurt Kardinal Koch, dem Apostolischen Nuntius in Deutschland, Erzbischof Nikola Eterović, dem Freiburger Erzbischof Stephan Burger sowie dem Landesbischof der Evangelischen Landeskirche in Baden Jochen Cornelius-Bundschuh wurde an die Wahl Papst Martins V. erinnert.

## Philatelistische und numismatische Würdigung
Als philatelistische Würdigung des historischen Ereignisses vor 600 Jahren gab die Deutsche Post AG mit Ausgabedatum 3. Juli 2014 ein Sonderpostwertzeichen im Wert von 60 Eurocent heraus. Die Marke zeigt in acht Motiven Einzelheiten zum Konzilsort und zu wichtigen Konzilsereignissen. Der Entwurf stammt von der Grafik-Designerin Nicole Elsenbach aus Hückeswagen.
Als numismatische Würdigung erfolgte am 3. Juli 2014 durch die Bundesrepublik Deutschland die Ausgabe einer 10-Euro-Gedenkmünze.

## Wichtige Personen des Konzils

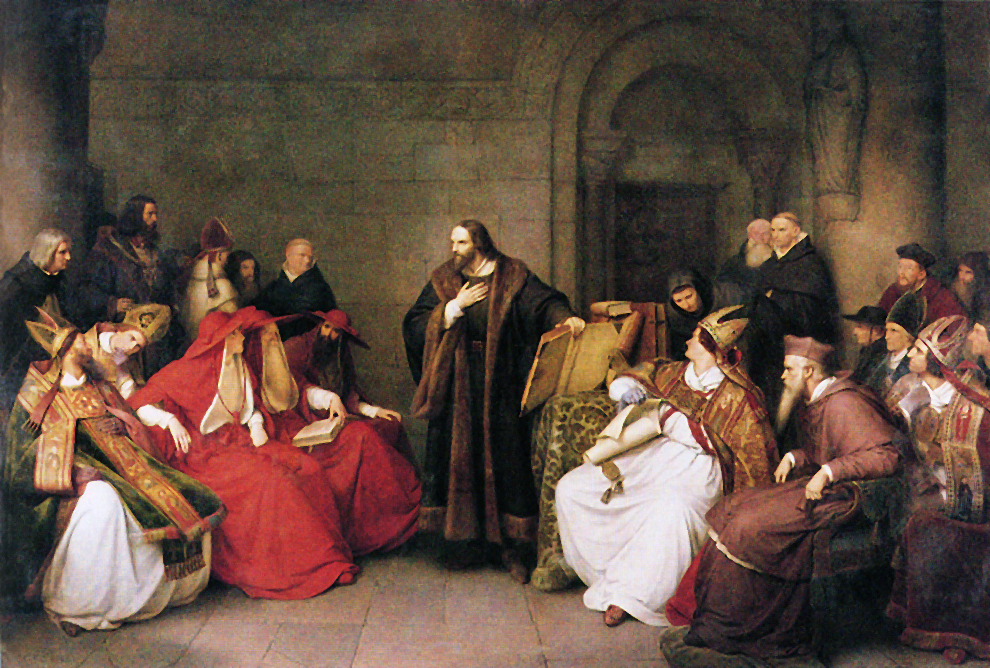
Rezeption des 19. Jahrhunderts: Jan Hus zu Konstanz, Gemälde von Carl Friedrich Lessing, 1842

Die verschiedenen überlieferten ausführlichen Listen der Konzilsteilnehmer in den Jahren 1414–1418 widersprechen sich zum Teil. Die nachfolgend aufgeführten Personen spielten während des Konzils von Konstanz eine wichtige Rolle:
- Pierre d’Ailly (1350–1420), französischer Theologe, Kardinal und Kanzler der Sorbonne
- Henry Beaufort (1375–1447), englischer Staatsmann und Kardinal, Sprecher der englischen Kirche
- Benedikt XIII. (1342/43–1423), Gegenpapst in Avignon 1394 bis 1423
- Branda Castiglione (vor 1360–1443), Kardinal, päpstlicher Legat in Ungarn und Germanien
- Manuel Chrysoloras (1353–1415), byzantinischer Diplomat
- Zawisza Czarny (1379–1428), Teilnehmer einer polnischen Delegation
- Guillaume Fillastre (1348–1428), französischer Kardinal, Mitverfasser des Dekrets „Haec sancta“
- Friedrich IV. (1382–1439), Herzog von Österreich-Tirol
- Friedrich von Hohenzollern (1371–1440), Burggraf von Nürnberg, seit 1417 Markgraf und Kurfürst Friedrich I. von Brandenburg, späterer Anführer des Reichsheeres gegen die Hussiten
- Jean le Charlier de Gerson (1363–1429), französischer Theologe und Kanzler der Sorbonne
- Papst Gregor XII. (1335–1417), Papst von 1406 bis 1415, Kardinalbischof von Porto 1415 bis 1417
- Robert Hallum von Salisbury († 1417), Kanzler der University of Oxford von 1403 bis 1405, Bischof von Salisbury 1407 bis 1417
- Gottfried de Hegghe, Rektor der Universität zu Köln um 1414
- Hieronymus von Prag (um 1379–1416), böhmischer Gelehrter und Mitbegründer der hussitischen Bewegung
- Jan Hus (um 1370–1415), böhmischer Gelehrter, Priester und Rektor der Karls-Universität Prag sowie Begründer der hussitischen Bewegung
- Johann Ohnefurcht („Jean Sans Peur“) (1371–1419), Herzog von Burgund (Haus Burgund)
- Johannes XXIII., Gegenpapst 1410 bis 1415, † in Florenz 1419
- Karl VI. (1368–1422), König von Frankreich 1380 bis 1422
- Ludwig III. (1378–1436), Kurfürst von der Pfalz 1410 bis 1436
- Ludwig VII. (1368–1447), Herzog von Bayern-Ingolstadt und Leiter der französischen Konzilsgesandtschaft
- Martin V. (Oddo di Colonna) (1368–1431), Papst von 1417 bis 1431
- Poggio Bracciolini (1380–1459), italienischer Papstsekretär und Humanist
- Ulrich von Richental (um 1360–1437), Konstanzer Historiograf
- Sigismund von Luxemburg (1368–1437), deutscher König seit 1410 und Kaiser des Heiligen Römischen Reiches von 1433 bis 1437, Protektor des Konstanzer Konzils
- Job Vener (1370–1447), deutscher Rechtsgelehrter
- Oswald von Wolkenstein (um 1377–1445), Südtiroler Ritter und Sänger, Dichter und Komponist, Diplomat
- Franciscus de Zabarellis (Zabarella, 1360–1417), italienischer Kardinal von Padua